# Distrito electoral local 4 de Morelos
El IV Distrito Electoral Local de Morelos es uno de los 12 distritos electorales locales del estado de Morelos para la elección de diputados locales. Su cabecera es la ciudad de Yecapixtla.

## Historia

### Yecapixtla como cabecera distrital

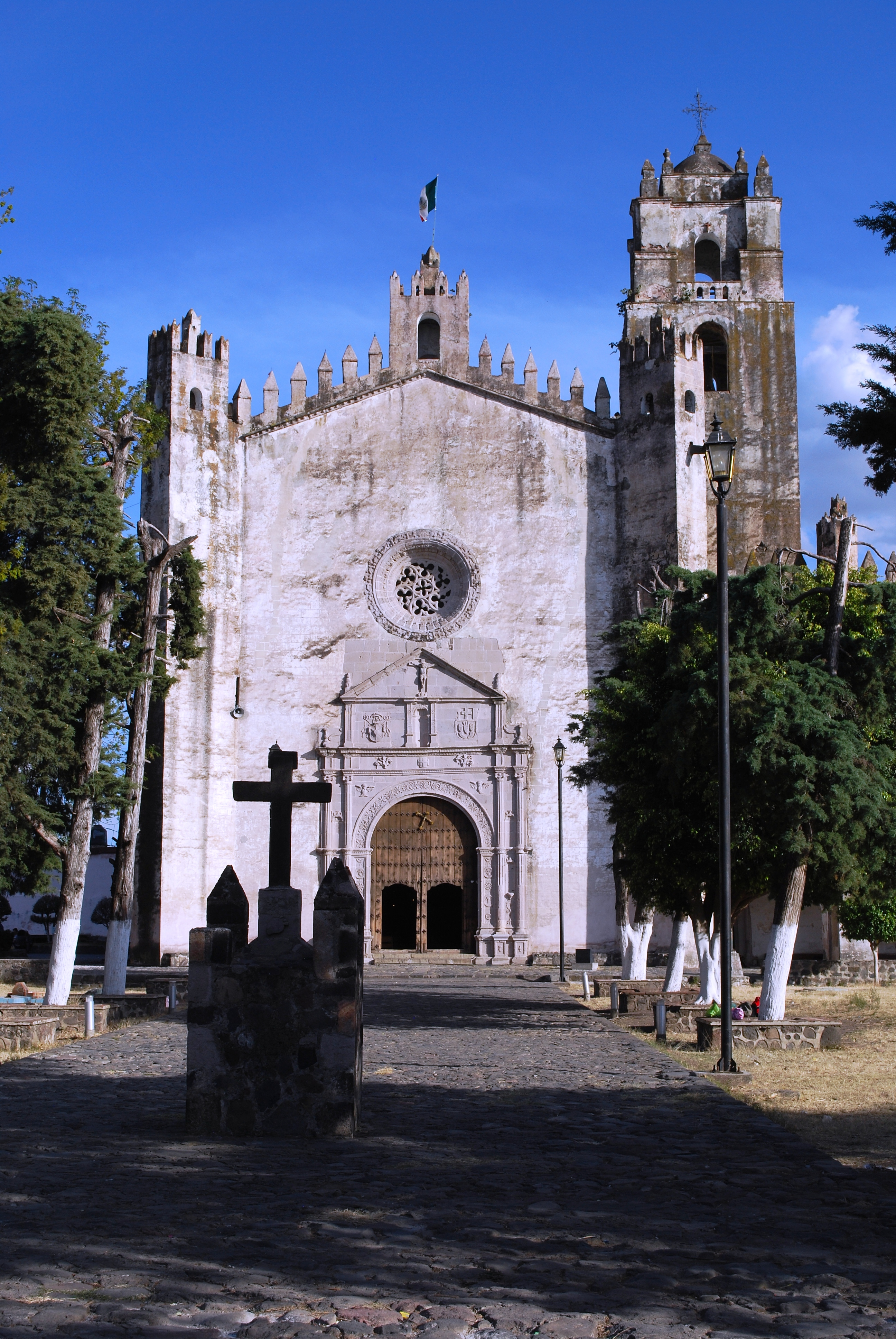
Yecapixtla sede del consejo distrital.

De 1869 a 1877 Yecapixtla no era cabecera distrital. Para el periodo de 1877 a 1886 con nueve distritos existentes, Yecapixtla fue el VI Distrito. De 1886 a 1912, aun con nueve distritos, Yecapixtla fue el V Distrito. De 1912 a 1913, el Congreso brevemente se extendió a once distritos, siendo Yecapixtla el VII Distrito. De 1979 a 1994, existieron doce distritos siendo Yecapixtla el XI Distrito. De 1994 a 1997, existieron quince distritos siendo Yecapixtla el XIV Distrito. De 1997 a 2018, existieron dieciocho distritos siendo Yecapixtla el XVII Distrito.
El 29 de agosto de 2017 el Consejo General del Instituto Nacional Electoral (INE) aprobó los distritos electorales uninominales locales y sus respectivas cabeceras distritales de Morelos, que entraron en vigor para las elecciones estatales de Morelos de 2018.

## Demarcación territorial
Este distrito está integrado por un total de siete municipios, que son los siguientes:
- Atlatlahucan, integrado por 12 secciones electorales.
- Cuautla de Morelos, integrado por 7 secciones electorales.
- Ocuituco, integrado por 10 secciones electorales.
- Temoac, integrado por 6 secciones electorales.
- Tetela del Volcán, integrado por 8 secciones electorales.
- Yecapixtla, integrado por 19 secciones electorales.
- Zacualpan de Amilpas, integrado por 6 secciones electorales.

## Diputados por el distrito
- LIV Legislatura (2018-2021)
  - Érika García Zaragoza (PES).[4]
- LV Legislatura (2021-2024)
  - Francisco Érik Sánchez Zavala (PAN).[5]